# Championnat de Nouvelle-Zélande de football 2013-2014
Navigation
Saison précédente Saison suivante
La saison 2013-2014 du Championnat de Nouvelle-Zélande de football est la quarante-cinquième édition du championnat de première division en Nouvelle-Zélande et la 10e édition du New Zealand Football Championship. Le NZFC regroupe huit clubs du pays au sein d'une poule unique, où ils s'affrontent deux fois au cours de la saison, à domicile et à l'extérieur. À la fin de la compétition, les quatre premiers du classement disputent la phase finale pour le titre. Le championnat fonctionne avec un système de franchises, comme en Australie ou en Major League Soccer; il n'y a donc ni promotion, ni relégation en fin de saison.
Deux places qualificatives pour la Ligue des champions sont attribuées : une pour le premier du classement à l'issue de la saison régulière et une pour le vainqueur de la finale nationale. Si un club termine en tête du classement puis remporte la finale, c'est le deuxième du classement de la saison régulière qui reçoit son billet pour la Ligue des champions.
Cette saison voit le changement de nom de deux équipes: Otago United devient Southern United, et Waikato FC est renommée WaiBOP United. Elle est aussi marquée par l'absence de YoungHeart Manawatu, dont la licence n'a pas été renouvelée. L'équipe de Palmerston North est remplacée par Wanderers SC, qui est en fait composée en majorité de joueurs issus de l'équipe nationale des moins de 17 ans . Cette formation doit permettre aux "Young All Whites" de jouer régulièrement à haut niveau pour mieux se préparer à la Coupe du monde de football des moins de 20 ans 2015, dont la Nouvelle-Zélande est organisatrice.

## Clubs participants
| Équipe             | Ville        | Stade                 | Capacité | Entraineur                |
| ------------------ | ------------ | --------------------- | -------- | ------------------------- |
| Auckland City FC   | Auckland     | Kiwitea Street        | 3 500    | Ramon Tribulietx          |
| Canterbury United  | Christchurch | ASB Football Park     | 9 000    | Keith Braithwaite         |
| Hawke's Bay United | Napier       | Bluewater Stadium     | 5 000    | Chris Greatholder         |
| Southern United    | Dunedin      | Forsyth Barr Stadium  | 30 748   | Luis Uehura               |
| Team Wellington    | Wellington   | David Farrington Park | 3 000    | Matt Calcott              |
| WaiBOP United      | Hamilton     | Porritt Stadium       | 2 700    | Mark Cossey               |
| Waitakere United   | Waitakere    | Fred Taylor Park      | 2 500    | Brian Shelley Paul Temple |
| Wanderers SC       | Albany       | North Harbour Stadium | 25 000   | Darren Bazeley            |

## Compétition

### Première phase

#### Classement
Le barème utilisé pour établir le classement est le suivant :
- Victoire : 3 points
- Match nul : 1 point
- Défaite : 0 point

| Rang | Équipe             | Pts | J  | G  | N | P  | Bp | Bc | Diff |
| ---- | ------------------ | --- | -- | -- | - | -- | -- | -- | ---- |
| 1    | Auckland City FC   | 33  | 14 | 10 | 3 | 1  | 40 | 12 | +28  |
| 2    | Team Wellington    | 26  | 14 | 8  | 2 | 4  | 37 | 25 | +12  |
| 3    | Hawke's Bay United | 26  | 14 | 8  | 2 | 4  | 29 | 28 | +1   |
| 4    | Waitakere United T | 23  | 14 | 7  | 2 | 5  | 30 | 19 | +11  |
| 5    | Canterbury United  | 22  | 14 | 6  | 4 | 4  | 22 | 16 | +6   |
| 6    | WaiBOP United      | 14  | 14 | 4  | 2 | 8  | 24 | 61 | -37  |
| 7    | Southern United    | 10  | 14 | 3  | 1 | 10 | 19 | 50 | -31  |
| 8    | Wanderers SC       | 5   | 14 | 1  | 2 | 11 | 19 | 39 | -20  |

|  | Qualification pour la phase finale et la Ligue des champions 2014-2015 |
|  | Qualification pour la phase finale                                     |
|  | T : Tenant du titre                                                    |

#### Évolution du classement
| Équipe / Journée   | 01 | 02 | 03 | 04 | 05 | 06 | 07 | 08 | 09 | 10 | 11 | 12 | 13 | 14 |
| ------------------ | -- | -- | -- | -- | -- | -- | -- | -- | -- | -- | -- | -- | -- | -- |
| Auckland City      | 1  | 1  | 2  | 1  | 1  | 2  | 3  | 1  | 1  | 1  | 1  | 1  | 1  | 1  |
| Canterbury United  | 6  | 6  | 6  | 5  | 3  | 5  | 4  | 2  | 2  | 2  | 2  | 3  | 4  | 5  |
| Hawke's Bay United | 4  | 3  | 3  | 3  | 4  | 3  | 5  | 5  | 4  | 3  | 3  | 2  | 2  | 3  |
| Southern United    | 8  | 7  | 8  | 8  | 8  | 8  | 7  | 7  | 7  | 7  | 7  | 7  | 7  | 7  |
| Team Wellington    | 7  | 8  | 4  | 4  | 6  | 4  | 2  | 4  | 3  | 5  | 5  | 5  | 3  | 2  |
| WaiBOP United      | 3  | 4  | 5  | 6  | 5  | 6  | 6  | 6  | 6  | 6  | 6  | 6  | 6  | 6  |
| Waitakere United   | 2  | 2  | 1  | 2  | 2  | 1  | 1  | 3  | 5  | 4  | 4  | 4  | 5  | 4  |
| Wanderers SC       | 5  | 5  | 7  | 7  | 7  | 7  | 8  | 8  | 8  | 8  | 8  | 8  | 8  | 8  |

#### Résultats
| Résultats (▼dom., ►ext.)                                   | ACFC | CU  | HBU | SU  | TW  | WBOP | WU  | WSC |
| Auckland City FC                                           |      | 1-1 | 4-4 | 3-0 | 3-2 | 3-1  | 2-0 | 2-1 |
| Canterbury United                                          | 0-0  |     | 1-2 | 2-0 | 2-0 | 1-0  | 3-2 | 2-0 |
| Hawke's Bay United                                         | 1-4  | 1-0 |     | 3-2 | 1-2 | 3-2  | 2-1 | 1-0 |
| Southern United                                            | 0-10 | 0-3 | 1-6 |     | 2-2 | 1-6  | 0-3 | 5-3 |
| Team Wellington                                            | 1-4  | 3-3 | 6-1 | 3-1 |     | 3-2  | 3-1 | 3-2 |
| WaiBOP United                                              | 0-2  | 2-1 | 0-2 | 4-2 | 0-5 |      | 1-1 | 3-1 |
| Waitakere United                                           | 1-0  | 3-1 | 2-2 | 1-3 | 2-0 | 3-0  |     | 4-1 |
| Wanderers SC                                               | 0-2  | 2-2 | 3-0 | 1-2 | 1-4 | 3-3  | 1-6 |     |
| - Victoire à domicile - Match nul - Victoire à l'extérieur |      |     |     |     |     |      |     |     |

### Phase finale

#### Tableau
|  | Demi-finales           | Demi-finales        |                      |       | Finale       | Finale       |
|  | Demi-finales           | Demi-finales        |                      |       | Finale       | Finale       |
|  |                        |                     |                      |       |              |              |
|  | 1er et 9 mars 2014     | 1er et 9 mars 2014  |                      |       | 16 mars 2014 | 16 mars 2014 |
|  | 1er et 9 mars 2014     | 1er et 9 mars 2014  |                      |       | 16 mars 2014 | 16 mars 2014 |
|  | [1] Auckland City FC   | 4 - 4               |                      |       | 16 mars 2014 | 16 mars 2014 |
|  | [1] Auckland City FC   | 4 - 4               |                      |       | 16 mars 2014 | 16 mars 2014 |
|  | [4] Waitakere United   | 0 - 1               |                      |       | 16 mars 2014 | 16 mars 2014 |
|  | [4] Waitakere United   | 0 - 1               | [1] Auckland City FC | 1     |              |              |
|  | 2 et 8 mars 2014       |                     | [1] Auckland City FC | 1     |              |              |
|  |                        | [2] Team Wellington | 0                    |       |              |              |
|  | [2] Team Wellington    | [2] Team Wellington | 0                    | 2 - 1 |              |              |
|  | [2] Team Wellington    |                     |                      | 2 - 1 |              |              |
|  | [3] Hawke's Bay United | 1 - 0               |                      |       |              |              |
|  | [3] Hawke's Bay United | 1 - 0               |                      |       |              |              |

#### Demi-finales aller
| samedi 1er mars 2014 | Waitakere United | 0 - 4 | Auckland City FC                        | Fred Taylor Park, Waitakere                    |                                                |
| 14:00 heure locale   |                  | (0-2) | Tade 27e 45e · Vicelich 88e · Iwata 90e | Spectateurs : 484 Arbitrage : Nicholas Waldron | Spectateurs : 484 Arbitrage : Nicholas Waldron |

| dimanche 2 mars 2014 | Hawke's Bay United | 1 - 2 | Team Wellington         | Bluewater Stadium, Napier                    |                                              |
| 14:00 heure locale   | Biss 74e           | (0-0) | Gulley 54e · Murphy 87e | Spectateurs : 535 Arbitrage : Matthew Conger | Spectateurs : 535 Arbitrage : Matthew Conger |

#### Demi-finales retour
| samedi 8 mars 2014 | Team Wellington | 1 - 0 | Hawke's Bay United | David Farrington Park, Wellington |                             |
| 13:00 heure locale | Gulley 90e      | (0-0) |                    | Arbitrage : Mirko Benischke       | Arbitrage : Mirko Benischke |

| dimanche 9 mars 2014 | Auckland City FC                           | 4 - 1 | Waitakere United | Kiwitea Street, Auckland                    |                                             |
| 14:00 heure locale   | Milne 15e · Bale 28e · Tade 40e (pen.) 48e | (3-0) | Cardozo 71e      | Spectateurs : 941 Arbitrage : Peter O’Leary | Spectateurs : 941 Arbitrage : Peter O’Leary |

#### Finale
| dimanche 16 mars 2014 | Auckland City FC | 1 - 0 | Team Wellington | Kiwitea Street, Auckland                       |                                                |
| 14:35 heure locale    | Tade 31e         | (1-0) |                 | Spectateurs : 2 232 Arbitrage : Matthew Conger | Spectateurs : 2 232 Arbitrage : Matthew Conger |

## Bilan de la saison
| Championnat de Nouvelle-Zélande de football 2013-2014 |                             |
| Champion                                              | Auckland City FC (5e titre) |
| Qualifications continentales                          |                             |
| Ligue des champions de l'OFC 2014-2015                | Auckland City FC            |
| Ligue des champions de l'OFC 2014-2015                | Team Wellington             |